# Grammia otiosa
Grammia otiosa är en fjärilsart som beskrevs av Berthold Neumoegen och Dyar 1893. Grammia otiosa ingår i släktet Grammia och familjen björnspinnare. Inga underarter finns listade i Catalogue of Life.